# Watertoren (Dinteloord)
De watertoren in Dinteloord is ontworpen door architect Hendrik Sangster en werd gebouwd in 1925.
De watertoren had een hoogte van 40,35 meter. In de toren bevond zich een waterreservoir met een inhoud van 250 m³.
Op 2 november 1944 is de watertoren door Duitse troepen vernietigd. Na de bevrijding werd de toren niet herbouwd. In plaats daarvan werden de taken van deze toren en de watertoren in Fijnaart overgenomen door een enkele nieuwe watertoren in Stampersgat.